# شارون ليال
شارون آن ليل (بالإنجليزية: Sharon Leal)‏ (من مواليد 17 أكتوبر 1972) هي ممثلة ومغنية أميركية ، وهي معروفة بأدوارها في أفلام مثل فتيات الحلم، عيد الميلاد هذا ، لماذا تزوجت؟، لماذا تزوجت أيضًا؟ وأدوارها في البرامج التلفزيونية مثل ميراث وغايدنغ لايت وبوسطن العامة، في عام 2014 ظهرت في فيلم مدمن بدور «زوي رينارد».

## الحياة الشخصية
ولدت ليل في توكسون ، أريزونا.  والدتها أنجليتا فلبينية.  كان والدها شرطيًا عسكريًا أمريكيًا من أصل أفريقي انفصل عن والدتها قبل ولادة شارون. بعد فترة وجيزة، تزوجت والدتها من جيسي ليل، رقيب أول في القوات الجوية الأمريكية، وضابط شرطي، تبنى جيسي ليل شارون قانونيا.
قالت النجمة السابقة لـ غايدنغ لايت إيفونا رايت إنها وليل صديقتان مقربتان.  تألق الاثنان معًا في إنتاج فيلم فتيات الاحلام في مسقط رأسهم.
في أكتوبر 2001 ، تزوجت من بيف لاند، رُزقت بابنهما الأول كاي مايلز لاند في سبتمبر 2001 . وقد انفصل الزوجان منذ ذلك الحين.

## المهنة
بدأت مهنة ليل مع دور داليا كريد في المسلسل غايدنغ لايت، في وقت لاحق، انضمت إلى شركة برودواي للإيجار. 
من عام 2000 إلى عام 2004 ، تألقت ليل في المسلسل التلفزيوني بوسطن العامة.  كانت ليل أيضًا لها دورًا في الإصدار المسرحي Face the Music.  كما ظهرت في دور متكرر في سلسلة LAX على قناة NBC، كزوجة للمدير المشارك للمطار روجر دي سوزا.
شاركت أيضًا في تأليف الفيلم في التكيف مع برودواي الموسيقية فتيات الأحلام ، في عام 2007 ، تألقت ليل أيضًا في فيلم عيد الميلاد هذا وفي إنتاج تايلر بيري لماذا تزوجت؟. لعبت شخصية فانيسا لودج في سلسلة هيلكاتس ، حتى تم إلغاؤه في عام 2011. لعبت ليل دور داعم في فيلم 1982. وهي قصة أم مدمنة على المخدرات ووالد يحارب لحماية ابنته.
ظهرت ليل في الموسم الثاني من مسلسل سوبرغيرل بدور «ميس مارتينا» (Miss Martian).

## روابط خارجية
- شارون ليال على موقع IMDb (الإنجليزية)
- شارون ليال على موقع ألو سيني (الفرنسية)
- شارون ليال على موقع ميوزك برينز (الإنجليزية)
- شارون ليال على موقع أول موفي (الإنجليزية)
- شارون ليال على موقع بوكس أوفيس موجو (الإنجليزية)
- شارون ليال على موقع قاعدة بيانات برودواي على الإنترنت (الإنجليزية)
- شارون ليال على موقع قاعدة بيانات الأفلام السويدية (السويدية)
- شارون ليال على موقع إن إن دي بي (الإنجليزية)
- شارون ليال على موقع قاعدة بيانات الفيلم (الإنجليزية)
- شارون ليال على موقع كينوبويسك (الروسية)